# Germinal Esgleas Jaume
Germinal Esgleas Jaume (pseudònim de Josep Esgleas i Jaume, Malgrat de Mar, 1903 - Tolosa de Llenguadoc, 1981) fou un anarcosindicalista català i militant de la FAI.

## Biografia

### Primers anys
Va néixer a Malgrat de Mar i va viure durant la seva infància en el protectorat espanyol al Marroc, on el seu pare i el seu germà van morir, fruit d'una razzia dels cabilenys contra els barris més apartats de Melilla, en represàlia contra les campanyes militars de l'exèrcit espanyol al Marroc.
El 1919 es va establir a Calella, Malgrat de Mar i Mataró, on va fer activisme a favor de la CNT. Amb 17 anys va ser nomenat secretari del sindicat d'oficis diversos de Calella, i a partir d'aquest moment seria arrestat sovint. Va començar a col·laborar com a propagandista de la CNT amb Joan García Oliver i en 1923 es converteix en secretari de la CNT catalana i comença a oferir mítings. Tres anys després és detingut al costat de Joan Montseny, fundador de La Revista Blanca. Entre 1928 i 1929 exerceix com a mestre en una escola racionalista del sindicat vidrer de Mataró. El 1930 s'uní sentimentalment a Federica Montseny, amb qui va tenir tres fills: Vida (1933), Germinal (1938) i Blanca (1942). Fou representant de la Federació Local de Calella, i amb altres sindicats va participar en el tercer Congrés de la CNT a Madrid de l'11 al 16 de juny de 1931. Des de La Revista Blanca va defensar l'apolicitisme de la CNT.
Durant els últims anys de la Guerra Civil espanyola va representar la CNT en el departament d'economia de la Generalitat de Catalunya. El 1937 fou membre del comitè executiu del Moviment Llibertari de Catalunya i va ser delegat per la CNT al congrés de l'Associació Internacional dels Treballadors (AIT) en 1938.

### L'exili
El 9 de febrer de 1939 va travessar la frontera cap a França. La policia francesa el va interceptar i el van internar en el camp de concentració d'Argelers, i des de 1942 a Combs-la-Ville, Tolosa de Llenguadoc, Mansac i Notron. En 1944 un grup de maquis el van alliberar del camp de concentració.
En la seva època d'exili va col·laborar en la formació del Moviment Llibertari Espanyol (MLE). Al maig de 1945 ocupa el càrrec de Secretari General de la CNT durant el seu exili a París després d'enfrontar-se a l'anterior secretari general, Juanel. En aquells anys es va produir l'escissió entre una fracció ortodoxa i una fracció possibilista o partidària de col·laborar amb els governs de la Segona República Espanyola en l'exili. Esgleas fou secretari general de la fracció ortodoxa fins a 1947, i novament ho fou entre 1952 i 1957. Des de 1958 a 1963 va ser secretari general de l'AIT. Posteriorment, quan les dues fraccions de la CNT es van reunificar, fou secretari general entre 1963 i 1967 i entre 1969 i 1973. El seu nomenament fou contestat per Cipriano Mera el 1964, qui el va acusar, entre altres coses, d'apropiació de cabals de l'organització. La seva opinió ha estat la dominant dins la CNT durant els anys 1960 a 1970, raó per la qual molts dels seus detractors l'han acusat d'immobilisme.

## Obres
- Decíamos ayer. Verdades de todas horas
- Sindicalismo: orientación doctrinal y táctica de los sindicatos obreros y la CNT (1935)